# Julia Phillips
Julia Phillips (7 tháng 4 năm 1944 – 1 tháng 1 năm 2002) là một nhà sản xuất phim và tác giả người Mỹ. Bà đồng sản xuất với chồng là Michael Phillips cùng một vài người khác trong ba tác phẩm điện ảnh nổi tiếng thập niên 1970, The Sting, Tài xế taxi và Close Encounters of the Third Kind. Bà còn là nhà sản xuất nữ đầu tiên từng đoạt giải Oscar cho phim hay nhất với The Sting. Năm 1991, bà cho xuất bản một cuốn hồi kí nổi tiếng nói về thời gian bà làm nhà sản xuất ở Hollywood, có tiêu đề là You'll Never Eat Lunch in This Town Again và trở thành một cuốn sách bán chạy.

## Tiểu sử
Julia có tên khai sinh là Julia Miller, bà sinh ra trong một gia đình Ba Lan-Do Thái tại thành phố New York, con gái của Tanya và Adolph Miller. Cha bà là một kĩ sư hóa học làm việc trong một dự án bom nguyên tử; mẹ bà là một nhà văn bị nghiện thuốc theo toa. Bà lớn lên ở Brooklyn, Great Neck, New York và Milwaukee. Năm 1965, bà nhận bằng cử nhân về khoa học chính trị từ trường Đại học Mount Holyoke và năm 1966, bà kết hôn với Michael Phillips. Sau khi ra trường, bà làm việc ở vị trí biên tập sách cho tạp chí Ladies' Home và sau đó là biên tập truyện cho Paramount Pictures. Năm 1971, sau khi chồng bà có một sự nghiệp không thành công trong nghề môi giới chứng khoán, vợ chồng bà chuyển đến California, nơi chồng bà muốn tham gia sản xuất phim.

## Sự nghiệp điện ảnh
Năm 1972, Julia cùng chồng là Michael Phillips và nhà sản xuất Tony Bill đã mua lại bản quyền kịch bản The Sting với tổng số tiền 5,000 $. Năm 1973, The Sting đoạt giải Oscar cho phim hay nhất và giúp Julia trở thành nhà sản xuất nữ đầu tiên từng thắng hạng mục này. Năm 1977, tác phẩm tiếp theo do nhà Phillips sản xuất Tài xế taxi tiếp tục nhận đề cử cho Phim hay nhất. Bộ phim thứ ba của bà Close Encounters of the Third Kind là sự hợp tác của Michael Phillips và nhà quản lý sản xuất Clark Paylow. Một trong dàn diễn viên của phim, François Truffaut đã chỉ trích công khai Phillips không đủ tư cách nhưng bà đã phủ nhận, viết rằng đã chăm sóc chủ yếu cho Truffaut qua cơn ác mộng tự tạo của anh về sự mất thính giác, bệnh tật và hỗn loạn trong quá trình sản xuất.

## Thành công xuất bản
Năm 1991, Julia xuất bản cuốn hồi kí You'll Never Eat Lunch in This Town Again nói về trải nghiệm của bà tại Hollywood. Cuốn sách đã đứng đầu danh sách sách bán chạy nhất của Thời báo New York, tiết lộ về những nhân vật điện ảnh nổi tiếng, nền văn hóa cần sa của Hollywood... Cuốn sách tiếp theo của bà, Driving Under the Affluence được xuất bản năm 1995. Năm 2000, bà còn giúp Matt Drudge viết cuốn Drudge Manifesto.

## Qua đời
Phillips qua đời tại Tây Hollywood, California ở tuổi 57 bởi căn bệnh ung thư vào lễ giao thừa 2002. Bà được an táng tại Vườn nghĩa trang tưởng niệm Hillside ở thành phố Culver, California. Bà có một đứa con gái tên là Kate Phillips-Wiczyk đã kết hôn với Modi Wiczyk, đồng sáng lập hãng phim điện ảnh và truyền hình độc lập Media Rights Capital.

## Danh sách phim
- 1973 - Steelyard Blues
- 1973 - The Sting
- 1976 - Tài xế taxi
- 1976 - The Big Bus (đồng sản xuất)
- 1977 - Close Encounters of the Third Kind
- 1988 - The Beat (1988)
- 1991 - Don't Tell Mom the Babysitter's Dead